# Racomitrium crispipilum
Racomitrium crispipilum là một loài Rêu trong họ Grimmiaceae. Loài này được (Taylor) A. Jaeger mô tả khoa học đầu tiên năm 1874.